# مینوری نایتو
مینوری نایتو (انگلیسی: Minori Naito؛ زادهٔ ۲۶ آوریل ۱۹۹۴) بازیکن سافت‌بال اهل ژاپن است.
وی در مسابقات المپیک تابستانی ۲۰۲۰ برندهٔ ۱ مدال طلا شده‌است.